# Karsjön, Värmland
Karsjön är en sjö i Forshaga kommun i Värmland och ingår i Göta älvs huvudavrinningsområde. Sjön har en area på 0,443 kvadratkilometer och ligger 69,9 meter över havet. Sjön avvattnas av vattendraget Tångån.

## Delavrinningsområde
Karsjön ingår i det delavrinningsområde (661172-137458) som SMHI kallar för Nedlagd mätstation. Medelhöjden är 91 meter över havet och ytan är 14,69 kvadratkilometer. Det finns inga avrinningsområden uppströms utan avrinningsområdet är högsta punkten. Tångån som avvattnar avrinningsområdet har biflödesordning 2, vilket innebär att vattnet flödar genom totalt 2 vattendrag innan det når havet efter 276 kilometer. Avrinningsområdet består mestadels av skog (67 procent). Avrinningsområdet har 0,44 kvadratkilometer vattenytor vilket ger det en sjöprocent på 3 procent.